# Бурчун (река)
Бурчун (кит. упр. 布尔津河) — река в Синьцзян-Уйгурском автономном районе Китая. Длина 206 км, площадь бассейна — 8422 км².

## География
Река начинается от слияния нескольких речек в южной части Алтайских гор и, петляя, течёт в общем направлении на юг. После пересечения гор Саир река по урочищу Чарбакоткель поворачивает на юго-запад, и в районе посёлка Бурчун впадает в Чёрный Иртыш.